# اس‌ام یو-۵۸
اس‌ام یو-۵۸ (به انگلیسی: SM U-58) یک زیردریایی بود که طول آن ۶۷ متر (۲۲۰ فوت) بود. این زیردریایی در سال ۱۹۱۶ ساخته شد.